# ル・グラン・マカーブル

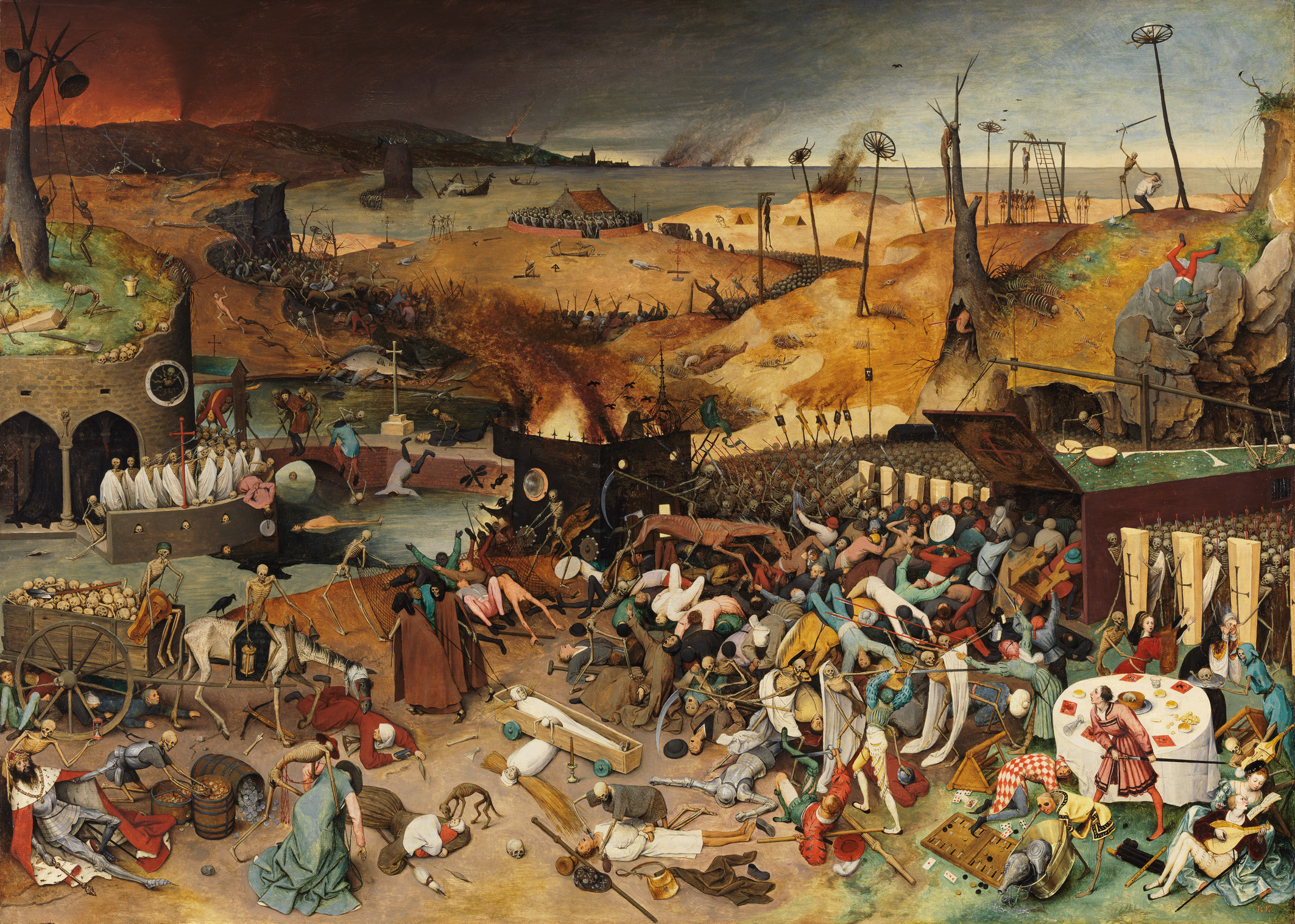
ブリューゲル『死の勝利』（1562ごろ）は『ル・グラン・マカーブル』に影響した作品のひとつだった。

『ル・グラン・マカーブル』（Le Grand Macabre）は、ジェルジ・リゲティが1975年から1977年にかけて作曲した全2幕4場からなるドイツ語（または英語）のオペラ。リゲティが書いた唯一のオペラであり、終末を扱ったグロテスクな作品だがファルス的でもある。

## 作曲の経緯
1965年にスウェーデン王立歌劇場のヨーラン・イェンテレ (Göran Gentele) からオペラの作曲を提案されたリゲティは、はじめ『キルヴィリア (Kylwiria)』という作品を計画した。これは彼の少年時代の夢想をもとにした幻想的な劇で、『アヴァンチュール』に似た作品になる予定だったが放棄された。ついで1969年にオイディプス王にもとづく劇を計画し、イェンテレと協力してリブレットは完成したものの1972年にイェンテレが自動車事故で死亡したために中断された。
1972年、ストックホルム人形劇場 (sv:Marionetteatern) の舞台美術家であるアリウテ・メチース (de:Aliute Mecys) の提案によって、リゲティはミシェル・ド・ゲルドロードの1934年の戯曲『グラン・マカーブルのバラード』 (fr:La Balade du Grand Macabre) を原作とするオペラを書くことになった。
しかしリゲティはゲルドロードの原作に満足できず、リゲティ本人と人形劇場の演出家ミカエル・メシュケ (sv:Michael Meschke) によって書かれたリブレットは、原作を自由に翻案したものである。登場人物の名前が変えられているだけでなく、内容面でも変更されている。原作ではネクロツァールに相当する人物は単なる詐欺師であることが判明するが、リゲティはその点をわざと曖昧にしている。
『ル・グラン・マカーブル』は死を主題とする作品である点で1965年の『レクイエム』と共通する。リゲティは本作品のコミカルな部分と恐怖の部分は「同じ硬貨の表と裏」にあたると考えていた。
1978年4月12日、ストックホルムのスウェーデン王立歌劇場で初演された。指揮はエルガー・ハワース、演出はメシュケ、舞台装置と衣装はメチースによる。それ以降、『ル・グラン・マカーブル』はジョン・アダムズのものと並んで現代のオペラでもっとも成功した作品となっている。
後にザルツブルク音楽祭のために大幅に改訂された。改訂版は1997年7月28日にザルツブルク祝祭大劇場でエサ＝ペッカ・サロネン指揮のフィルハーモニア管弦楽団とウィーン国立歌劇場合唱団によって初演された。演出はピーター・セラーズにより、英語で歌われた。セラーズの演出はチェルノブイリ原子力発電所事故を扱っているが、この演出では元々のオペラの持つ曖昧さが失われるとリゲティは言っている。
日本では2009年2月7日に東京室内歌劇場によって新国立劇場で初演された（歌詞はドイツ語）。

## 音楽
リゲティは『ル・グラン・マカーブル』を「アンチ・アンチ・オペラ」と呼んでいる。マウリシオ・カーゲルの『国立劇場』(1970)という、オペラを解体した前衛的でナンセンスな音楽劇（アンチ・オペラ）に接したリゲティは、それをさらに否定して、伝統的なオペラの価値を肯定しつつ、それに新たな装いを与えたものをアンチ・アンチ・オペラと呼んだ。
『ル・グラン・マカーブル』では、バロック音楽、オペラ・ブッファ、ワーグナー、ベルクの『ヴォツェック』、民族音楽、ポピュラー音楽まで、さまざまな音楽や様式が借用、パロディー化されている。各場の前奏曲や間奏曲はバロック時代のトッカータに由来するが、自動車のクラクションや電鈴、メトロノーム、目覚まし時計、サイレンなどを使用することでシュルレアリスム的な効果を出している。第1場のネクロツァールによる人類滅亡の宣告は、グルックの『アルチェステ』の託宣者をなぞっている。第3場のゲポポの長官のヒステリックなアリアは極端な音域を使用し、『ランメルモールのルチア』の狂乱の場のような音楽を下敷きにしているが、その一方でバルカン半島の民族音楽に見られるアクサクのリズムも使用している。第3場のネクロツァールの登場場面にはアイヴズ風の極端なコラージュが見られ、ベートーヴェンの交響曲第3番の終楽章の冒頭部分を旋律だけ十二音音楽にしたものを基礎として、その上でヴァイオリンがラグタイム、ファゴットがビザンティン聖歌、小クラリネットがサンバ、ロングドラムが行進曲を演奏する。
リゲティの演劇的作品は1958年の『アルティクラツィオーン』（電子音楽による会話の模倣）に始まり、1962年の『アヴァンチュール』、1965年の『新アヴァンチュール』（いずれも歌詞は無意味な音による）がある。『ル・グラン・マカーブル』はその延長線上にあり、無意味な音を羅列した箇所も多いが、基本的に歌詞は具体的な意味を持っている。
リゲティは1960年代にトーン・クラスターを使った、旋律らしき旋律が認識できない音楽で有名になった。『ル・グラン・マカーブル』にも従来の技法は使われており、第3場では自作の『室内協奏曲』を引用してさえいるが、それらは劇的な効果を高めるために使われ、基本的に旋律線ははっきりと聞こえる。

## 編成
声楽は、独唱者のほかに混声合唱を使用する。

### 管弦楽
- フルート3（第2奏者と第3奏者はピッコロ持ち替え）

- オーボエ3（第2奏者はオーボエ・ダモーレ持ち替え、第3奏者はコーラングレ持ち替え）

- Ｂ♭管クラリネット3（第2奏者はＥ♭管小クラリネットとＥ♭管アルト・サクソフォーン持ち替え、第3奏者はＢ♭管バスクラリネット持ち替え）

- ファゴット3（第3奏者はコントラファゴット持ち替え）

- クロマティック・ハーモニカ3

- Ｆ管ホルン4

- Ｃ管トランペット4（第1奏者と第2奏者は必要であればＤ管ピッコロトランペット持ち替え）

- テナートロンボーン

- テナーバストロンボーン

- コントラバストロンボーン

- コントラバス・チューバ

- ティンパニ

- そのほかの打楽器: トムトム4、スネアドラム2（スネア・オンとスネア・オフ）、ミリタリードラム、ロングドラム、テナードラム、バスドラム、タンバリン2、ボンゴ3、コンガ、ワルトトイフェル、ライオンズローア、マラカス、ラチェット、ギロ、ウィンドマシーン、サンドペーパー・ブロック、むち、クラベス、カスタネット、合わせアンティークシンバル4対、小さい合わせシンバル、合わせシンバル、トライアングル、複数の木製の細長い板、ハンマー、深い鍋、ウッドブロック3、テンプル・ブロック4、スリットドラム（もしくはログドラム）、鈴(りん)2、吊るしシンバル2、タムタム2、チューブラーベル、グロッケンシュピール、ヴィブラフォン、シロフォン、マリンバ、ハンド・クラッピング（3名で同時）、メトロノーム（振り子式）、電鈴6、目覚まし時計、オルゴール4、ピストル、膨らませた紙袋を破裂させる音、多数の食器類を落として割る音、フレクサトーン2、紙をくしゃくしゃにする音（たとえば蝋紙、2名で同時に演奏する）、大きな薄い紙か新聞紙の束をくしゃくしゃにする音、ポリス・ホイッスル、シグナル・ホイッスル（二連式か三連式）、汽船のホイッスル（二連式）、サイレン・ホイッスル、スライドホイッスル、カッコウ笛、アヒル笛、クラクション12、サイレン、口笛（2名で同時）

- ピアノ（電子ピアノ持ち替え）

- チェンバロ（チェレスタ持ち替え）

- 電子オルガン（リーガル持ち替え）

- ハープ

- マンドリン

- ヴァイオリン3

- ヴィオラ2

- チェロ6

- コントラバス4[4]

作曲者は、ティンパニを除く打楽器奏者の最低人数を3名と指定しているが、実際には少なくとも6名はいないと演奏不可能。

### バンダ
バンダの専属は、Ｃ管バストランペット。
そのほか、以下の楽器奏者が必要に応じ一時的にオーケストラピットを離れて舞台裏や舞台面や桟敷席などで演奏する: ピッコロ奏者、第2オーボエ奏者、コーラングレ奏者、小クラリネット奏者、第2ファゴット奏者、第3と第4トランペット奏者、テナートロンボーン奏者、テナーバストロンボーン奏者、第3打楽器奏者、第3ヴァイオリン奏者。
打楽器奏者がバンダで演奏する楽器は、ロングドラム、音程のあるゴング（もしくはベル・プレート）、サイレン。

## 登場人物
- 秘密政治警察「ゲポポ」[注 1]の長官（コロラトゥーラ・ソプラノ）- 猛禽の姿をしている。
- ヴィーナス（高いソプラノ）- 女神。
- アマンダ（ソプラノ）、アマンド（メゾソプラノ）[注 2] - 若く美しい恋人たち。
- ゴーゴー公（ソプラノ）- ブリューゲルランドの君主で小太りの少年。
- メスカリーナ（ドラマチック・メゾソプラノ）- アストラダモルスの妻。サディスティックな性格で夫を尻に敷いている。
- 大酒呑みのピート（高いテノーレ・ブッフォ）- ワインのテイスターだが、肥満気味で常に酔っ払っている。

- ネクロツァール（キャラクター・バリトン）- 墓から蘇った死神。人類の滅亡（グラン・マカーブル）を宣告する。
- アストラダモルス（バス）- 宮廷占星術師。女装している。
- ルフィアック（バリトン）、ショビアック（バリトン）、シャベルナック（バリトン）- 落ちぶれた年配の悪党たち。
- 白大臣（テノール）、黒大臣（バリトン）- ブリューゲルランドの実権を握っている大臣たち。

## あらすじ
架空の国であるブリューゲルランドを舞台とする。

### 第1幕
第1場: 12個のクラクションによる前奏曲で始まる。クラクションは打楽器奏者により、手と足を使って演奏される。大酒呑みのピートがワインをラッパ飲みしながら「怒りの日」を歌い、アマンダとアマンドは愛の歌を歌っている。ネクロツァールが墓の中から蘇り、今晩人類は滅びると宣告する。ネクロツァールはピートを自分の手下として働かせ、死神の道具を身につけ、ピートを馬にして町へ向かう。一方、アマンダとアマンドはネクロツァールが出てきた墓穴の中で愛の行為を始める。
第2場: クラクションによる間奏曲で始まる。宮廷占星術師のアストラダモルスが妻のメスカリーナに虐待されている。翌朝、彼は望遠鏡をのぞき、彗星の衝突によって世界が破滅することを知る。そこへネクロツァールがピートを連れてやって来る。一方、泥酔して眠るメスカリーナは夢の中で女神ヴィーナスに出会い、理想の男を与えてくれるように頼む（五重唱）。ネクロツァールはメスカリーナの首に噛みついて殺し、アストラダモルスは虐待から解放されたことを喜ぶ。

### 第2幕
第3場: 6個の電鈴による前奏曲に次いで、白大臣と黒大臣が罵り合う（A, B, C……で始まる罵り言葉を順に並べていく）。ブリューゲルランドの君主であるゴーゴー公はまだ若く、実権を大臣に握られている。二人の大臣は増税と退位をゴーゴー公に要求する。そこへ秘密政治警察「ゲポポ」の長官が猛禽の姿でやって来て、彗星の接近を見た民衆が反乱を起こしたことを告げる。サイレンが鳴り、ネクロツァールが骸骨の手下を連れて宮廷に出現する（コラージュ）。彼は最後の審判を開始しようとするが、血の聖杯と称してワインを大量に飲まされたため、泥酔して死神の道具をなくしてしまう。彗星が衝突し、人々は気絶する。
第4場（エピローグ）: 夢とも現実ともつかない最後の審判を表わす長い間奏曲で始まる。目覚めたピートとアストラダモルスは自分たちがすでに死んだものと思うが、ゴーゴー公は彼らがまだ生きていることを教える。ネクロツァールは人類を滅ぼし損ねたことに失望し、再び墓に戻ろうとするが、死んだはずのメスカリーナが飛び出してきてネクロツァールを自分の夫と認める。しかし、太陽が昇るとネクロツァールは塵になって消える（弦楽器群による鏡像カノン）。墓の中で情事にふけっていたアマンダとアマンドは今までに起きたことに何も気づいていなかった（終曲のパッサカリア）。

## 演奏会用編曲
初演の指揮者であるエルガー・ハワースは、1988年に第3場のゲポポの長官の3つのアリアを抜粋して、ソプラノもしくはＣ管トランペットとピアノのための『マカーブルの秘儀』（Mysteries of the Macabre）という題の演奏会用作品にした。後に室内オーケストラ伴奏版やオーケストラ伴奏版も編曲されている。